# Ilha de Pedra Branca

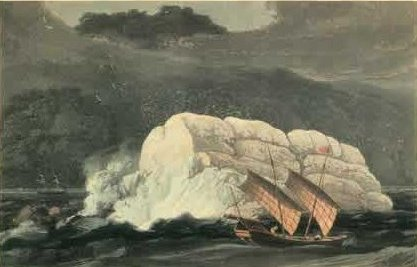
Representação de Pedra Branca datada de 1820

Localização da Ilha, próxima ao Estreito de Singapura

Nomeada por navegadores portugueses, Pedra Branca é uma ilhota localizada no estreito de Singapura, no Mar da China Meridional.
Atualmente pertencente à República de Singapura, a ilha já foi motivo de disputa entre Singapura e a vizinha Malásia durante o governo malaio de Mahathir bin Mohamad.
Pedra Branca (também chamada Pulau Batu Puteh) tem uma área de 3300 m2 e, durante a maré baixa, seu maior comprimento emergido é de 137 m para uma área de 8560 m2.
A ilha apareceu nos primeiros documentos náuticos em 1583. O navegador holandês Johann van Linschoten observou que Pedra Branca era "onde os navios que chegam e vão para a China passam em grande perigo e alguns ficam lá". Em 1851, um farol foi construído com o nome do Capitão James Horsburgh, um hidrógrafo escocês da Companhia Britânica das Índias Orientais que mapeou as águas da região.
Há muito que essas rochas são um perigo para a navegação; portanto, entre 1824 e 1851, pelo menos vinte e cinco navios afundaram ali. Entre 2000 e 2004, duas colisões foram relatadas, incluindo as do RSS Courageous da Marinha de Singapura com um cargueiro, ANL Indonesia, em 4 de janeiro de 2003.